# Хьюз, Донна
До́нна М. Хьюз (англ. Donna M. Hughes; род. 1954, Пенсильвания) — американская правозащитница, деятельница антипорнографического феминизма и движения против проституции, исследовательница торговли людьми, сексуального рабства и секс-индустрии, специалист в области женских исследований. Профессор гендерных и женских исследований Род-Айлендского университета. Координатор по образованию и исследованиям Коалиции против торговли женщинами.

## Биография
Родилась в 1954 году и выросла на ферме в Пенсильвании.
В 1990 году в Университете штата Пенсильвания получила доктора философии по генетике.
В 1994—1996 годах — преподаватель женских исследований в Брадфордском университете.
С 1996 года — профессор женских исследований Род-Айлендского университета.
Член редакционной коллеги журнала Sexualization, Media, and Society.

## Научная деятельность
Занимается исследованиями в области торговли людьми (женщинами и детьми).

## Правозащитная деятельность
С 2006—2009 годах Хьюз являлась ведущей фигурой в кампании по отмене декриминализированного статуса проституции в Род-Айленде на дому, чтобы полиция могла проводить расследования и противодействовать секс-торговле и сексуальному рабству. В 2009 году она является одним из основателей род-айлендской группы организации «Граждане против торговли людьми» (англ. Citizens Against Trafficking). Основные законодательные дискуссии по поводу проституции а дому были отражены в документальном фильме 2009 года Happy Endings?, где Хьюз, выступала на общественном форуме по торговле людьми и в качестве свидетеля-эксперта перед законодательным органом штата по вопросу изменения закона о проституции.
В сентябре 2009 года Хьюз написала несколько статей-мнений в журнале The Providence Journal, поддерживая законопроект, предусматривающий более строгие меры наказания за проституцию (подписан в ноябре 2009 года губернатором Род-Айленда Дональдом Карчьери), и критикуя Сенат штата Род-Айленд за то, что тот де-факто поддерживает продолжение декриминализации проституции. В свою очередь сенатор Чарльз Левеск в своём письме в редакцию заявил, что «профессор Хьюз явно отставила в стороне какое-либо представление о научном познании, использует пропаганду и занимается отстаиванием интересов».
Вскоре после слушаний по законопроекту Хьюз оказалась вовлечена в спор вокруг открытия Центра сексуального наслаждения и здоровья (англ. Center for Sexual Pleasure and Health), созданного в Потакете (штат Род-Айленд) Меган Анделлу, консультантом по половому просвещению, которая выступала в Сенате Род-Айленда против криминализации проституции на дому. Сторонники Анделлу утверждают, что в сентябре 2009 года открытие центра не состоялось, после того, как Хьюз отправила электронное письмо членам городского совета Потакете, в котором сообщила следующее: «Здравствуйте, в Потакете открывается центр „сексуальных прав“ и „сексуального удовлетворения“?»). Кроме того, они ссылаясь на замечания, ранее высказанные Хьюз в отношении Анделлу в публикациях в журнале Providence Journal, как и в бюллетене на сайте организации «Граждане против торговли людьми».
В передовице The Providence Journal за март 2010 года, отмечалось, что Хьюз и её соучредитель Мелани Шапиро по организации «Граждане против торговли людьми» в ответ на их участие в запрете проституции в Род-Айленде столкнулись с угрожающими замечаниями на различных интернет-форумах со стороны покровителей массажных салонов.

## Научные труды

### Монографии
- Making the harm visible: global sexual exploitation of women and girls: speaking out and providing services (англ.) / Donna M. Hughes, Claire M. Roche (eds.). — Kingston, Rhode Island: Coalition Against Trafficking in Women[англ.], 1999. — ISBN 9780967085708.
- Hughes D. M., Raymond J. G.[англ.], Carol Gomez. Sex trafficking of women in the United States: international and domestic trends (англ.). — Kingston, Rhode Island: Coalition Against Trafficking in Women[англ.], 2001.
- Hughes  D. M., Stoner J. R.[англ.]. The social costs of pornography: a collection of papers (англ.). — Princeton, New Jersey: Witherspoon Institute[англ.], 2010. — ISBN 9780981491134.
- Hughes  D. M. (1999), The internet and the global prostitution industry, in Renate Klein[англ.], Susan Hawthorne[англ.] (eds.) (ed.), Cyberfeminism: connectivity, critique and creativity, North Melbourne: Spinifex Press, pp. 157–184, ISBN 9781875559688 {{citation}}: |editor= имеет универсальное имя (справка); Проверьте значение |editor= (справка)Википедия:Обслуживание CS1 (множественные имена: editors list) (ссылка)
- Hughes  D. M., Mladjenovic  L. (2000), Feminist resistance to war and violence in Serbia, in Marguerite Waller, Jennifer Rycenta (eds.) (ed.), Frontline feminisms: women, war, and resistance, New York: Garland Publishing[англ.], pp. 241–270, ISBN 9780415932394 {{citation}}: |editor= имеет универсальное имя (справка)
- Hughes  D. M. (2003), Changing a masculinist culture: women in science, engineering, and technology, in Robin Morgan (ed.) (ed.), Sisterhood is forever: the women's anthology for a new millennium[англ.], New York, New York: Washington Square Press, pp. 393–400, ISBN 9780743466271 {{citation}}: |editor= имеет универсальное имя (справка)
- Hughes  D. M. (2004), The use of new communication technologies for sexual exploitation of women and children, in Rebecca Whisnant[англ.], Christine Stark (eds.) (ed.), Not for sale feminists: resisting prostitution and pornography (PDF), North Melbourne, Victoria: Spinifex Press, pp. 38–55, ISBN 9781876756499 {{citation}}: |editor= имеет универсальное имя (справка); Проверьте значение |editor= (справка)Википедия:Обслуживание CS1 (множественные имена: editors list) (ссылка)
- Hughes  D. M. (2004), Prostitution online, in Melissa Farley (ed.) (ed.), Prostitution, trafficking and traumatic stress (PDF), Binghamton, New York: Haworth Maltreatment & Trauma Press, pp. 115–132, ISBN 9781136764905 {{citation}}: |editor= имеет универсальное имя (справка)
- Hughes D. M. The "Natasha" Trade: The Transnational Shadow Market of Trafficking in Women // International Sex Trafficking of Women & Children: Understanding the Global Epidemic / Leonard Territo, George Kirkham (eds.). — Looseleaf Law Publications, 2010. — 511 p. — (Political Science). — ISBN 978-1-932777-86-4.

### Статьи
- Hughes, Donna. Scientific, feminist, and personal epistemologies: conflicts and opportunities (англ.) // Women's Studies Quarterly[англ.] : journal. — Vol. 28, no. 1—2. — P. 305—312. — JSTOR 40004462. Via The Feminist Press. Архивировано 23 января 2016 года. Text. Архивировано 2 июня 2010 года.
- Hughes, Donna. Prostitution online // Journal of Trauma Practice[англ.]. — 2004. — Январь (т. 2, № 3—4). — С. 115—131. — doi:10.1300/J189v02n03_06.

## Публицистика
- Hughes D. M. (8 июля 2003). Lilya and Uncle Tom: a landmark work of the contemporary abolitionist movement. National Review. National Review, Inc.
- Hughes D. M., Chesler P.[англ.]. Feminism in the 21st century (англ.). The Washington Post (22 февраля 2004).
- Hughes D. M. (24 июня 2009). R.I.'s carnival of prostitution. The Providence Journal[англ.] (англ.). Local Media Group[англ.]. Архивировано 2 октября 2011.
- Hughes D. M., Brooks M. International sex radicals campaign to keep prostitution decriminalized in Rhode Island: Part 1 (англ.) // Citizens Against Trafficking : journal. — 2009. — 14 August. Архивировано 16 октября 2010 года.
- Hughes D. M. (4 сентября 2009). Senators' prostitution bill is a sham. The Providence Journal[англ.]. Local Media Group[англ.]. Архивировано (PDF) 16 октября 2010.
- Hughes D. M., Brooks M. Sex radicals' vision for Rhode Island // Citizens Against Trafficking. — 2009. — 23 сентября. Архивировано 16 октября 2010 года.